# Thierry Godard
Pour les articles homonymes, voir Godard.
Thierry Godard est un acteur français né le 8 février 1967 à Issy-les-Moulineaux (Seine).

## Biographie
Après un passage par la Vendée, et un diplôme d'ébéniste lors d'études à Fontenay-le-Comte, Thierry Godard suit une formation théâtrale à Paris au studio Pygmalion, aux ateliers Robert Cordier et Jacqueline Duc.
Il alterne les rôles au cinéma, au théâtre et surtout à la télévision où il incarne Gilou dans la série Engrenages sur Canal+, Raymond Schwartz dans la série Un village français sur France 3 et Martin dans la série Les Dames sur France 2,.
En septembre 2024, il devient pensionnaire de la Comédie-Française.
En 2025, il rejoint l'univers de Star Wars en jouant dans la saison 2 de la série Andor.

### Vie privée
Avec sa première épouse, l'actrice Sandrine Degraef, il a un fils prénommé Lino,.
Il est veuf de l'actrice Blanche Veisberg. Il s'est remarié en août 2018 avec l’actrice Sophie Guillemin rencontrée lors du tournage du téléfilm Souviens-toi de nous.

## Filmographie

### Cinéma

#### Longs métrages
- 2001 : Le vélo de Ghislain Lambert de Philippe Harel : Le médecin
- 2002 : A+ Pollux de Luc Pagès : Un ami intrus chez Halvard
- 2005 : La vie de Michel Muller est plus belle que la vôtre de Michel Muller : Titi, l'ami d'enfance
- 2005 : Je préfère qu'on reste amis... d'Olivier Nakache et Éric Toledano : Mathias
- 2005 : Gloria Mundi de Nikos Papatakis : L'instructeur militaire
- 2006 : L'École pour tous d'Éric Rochant : Un policier
- 2008 : Pour elle de Fred Cavayé : Pascal
- 2009 : Welcome de Philippe Lioret : Bruno
- 2009 : Orpailleur de Marc Barrat : Lavergne
- 2009 : À l'origine de Xavier Giannoli : Le banquier
- 2010 : Dernier étage, gauche, gauche d'Angelo Cianci : Villard
- 2011 : Propriété interdite d'Hélène Angel : Jo
- 2011 : La Ligne droite de Régis Wargnier : Jacques
- 2016 : Bastille Day de James Watkins : Rafi Bertrand
- 2016 : Juillet Août de Diastème : Franck
- 2019 : Le meilleur reste à venir de Matthieu Delaporte et Alexandre de La Patellière : Dr Cerceau
- 2019 : La Sainte Famille de Louis-Do de Lencquesaing : Hervé
- 2022 : Sans toi de Sophie Guillemin : Antoine
- 2022 : Le Monde d'hier de Diastème : Willem
- 2022 : La Gravité de Cédric Ido : L'entraîneur d'athlétisme

#### Courts métrages
- 2002 : Ces jours heureux d'Olivier Nakache et Éric Toledano : M. Damarso
- 2002 : Sophie s'enflamme de Christophe Leraie
- 2002 : Le Sixième de Valeria Selinger
- 2004 : Le Rêve de Robert Benitah
- 2007 : Périphérique blues de Slony Sow
- 2010 : Femme de personne de Constance Dollé : L'amant
- 2010 : Boucherie de Sandy Seneschal : Le boucher
- 2012 : Si tu veux revoir ta mère de Xavier Douin : Franccis
- 2013 : Les Limites de Laura Presgurvic : Luka
- 2016 : Le premier coup de Caroline Proust et Etienne Saldés
- 2019 : Un, deux, trois de Lou Cheruy Zidi : Luciano
- 2021 : Journaliste(s) de Caroline Proust et Etienne Saldés : Victor

### Télévision

#### Séries télévisées
- 1999 / 2005 : Avocats et Associés : Un journaliste / Didier Masson
- 2005 : PJ : M. Ravalon
- 2005 : Julie Lescaut : Le médecin du SAMU
- 2005 : Inséparables : Le patron du bar à vin
- 2005-2020 : Engrenages : Lieutenant Gilles Escoffier, dit « Gilou »
- 2006 : Un jour d'été de Franck Guérin : L'entraîneur
- 2006 : La Crim' : Mainguy
- 2006 : L'État de grâce : Cyril Tesson
- 2007 : Hénaut Président : Thierry Giovani
- 2007 : Élodie Bradford : Jean-Louis Cazenave
- 2008 : Central Nuit : Aldo Carras
- 2008 : Adresse inconnue : Patrick Balage
- 2009-2017 : Un village français : Raymond Schwartz
- 2010 : Les Bougon : Jésus
- 2011-2016 : Les Dames : Commissaire Martin
- 2016 : Caïn : Étienne Courcelles
- 2016 : Accusé : Jean
- 2016 : Ma pire angoisse : Patrick
- 2018 : Le Chalet : Gossange
- 2018 : Les Impatientes : Dominique Ténier
- 2019 : Le temps est assassin : Franck
- 2021 : Germinal : Toussaint Maheu
- 2021 : Crimes parfaits : Marc Le Gall
- 2021 : Une affaire française : Jacques Corazzi
- 2022 : Oussekine : Jean Schmidt
- 2022 : The Head : Capitaine Jacques Renaud
- 2022 : Les Disparus de la Forêt-Noire d'Ivan Fegyveres : Marc Hartmann
- 2023 : Cœurs noirs de Ziad Doueiri : Colonel Roques
- 2024 : Rivages de David Hourrègue : Henri
- 2024 : L'École des espions d'Elsa Bennett : Marcel
- 2025 : La Vallée en danger d'Elsa Bennett : Pierre Donjon
- 2025 : Andor : Lezine (saison 2)

#### Téléfilms
- 2002 : L'Enfant éternel de Patrick Poubel : Un garde
- 2006 : Mer belle à agitée de Pascal Chaumeil : Jeannot
- 2007 : L'Embrasement de Philippe Triboit : Alex Martens
- 2007 : Tous les hommes sont des romans de Renan Pollès et Alain Riou : Renaud
- 2007 : Opération Turquoise d'Alain Tasma : Lieutenant-colonel Harrèche
- 2007 : Le Réveillon des bonnes de Michel Hassan : Auguste Verdier
- 2008 : La Dame de Monsoreau de Michel Hassan : Henri de Navarre
- 2009 : Fausses Innocences d'André Chandelle : Roger Muller
- 2012 : Valparaiso de Jean-Christophe Delpias : Greg van Kalck
- 2012 : La Disparition de Jean-Xavier de Lestrade : Bruno Gaillon
- 2012 : L'Homme de ses rêves de Christophe Douchand : David
- 2012 : La Nuit du réveillon de Serge Meynard : Paul
- 2012 : Le Cerveau d'Hugo de Sophie Révil : Le psychiatre
- 2013 : Les Complices de Christian Vincent : Marc
- 2014 : Palace Beach Hôtel de Philippe Venault : Colonel Letellier
- 2015 : Une mère en trop de Thierry Petit : Éric Revard
- 2017 : Le Poids des mensonges de Serge Meynard : Mathieu Ricoeur
- 2017 : Meurtres à Sarlat de Delphine Lemoine : Éric Pavin
- 2018 : Souviens-toi de nous de Lorenzo Gabriele : Benoît
- 2020 : Mauvaise Mère d'Adeline Darraux : Lionel[12]
- 2020 : Vulnérables d'Arnaud Sélignac : Philippe
- 2020 : Faux semblants d'Akim Isker : Antoine Thomas
- 2021 : Fille de paysan de Julie Manoukian : Joël Pecourneau
- 2021 : Emma Bovary de Didier Bivel : Charles Bovary
- 2022 : La dernière Reine de Tahiti d'Adeline Darraux : Gouverneur Armand Joseph Bruat
- 2023 : Un destin inattendu, téléfilm de Sonia Rolland : Jacky

## Théâtre

### Hors Comédie-française
- 2004 : Initial DJ de Jean-Marc Lanteri, mise en scène Ludovic Nobileau
- 2005 : Où boivent les vaches de Roland Dubillard, mise en scène Éric Vigner
- 2006 : La Pluie d'été de Marguerite Duras, mise en scène Éric Vigner - Festival d'Avignon
- 2012 : Mademoiselle Julie d'August Strindberg, mise en scène Robin Renucci - Tréteaux de France, tournée
- 2016 : Encore une histoire d'amour de Tom Kempinski, mise en scène de Ladislas Chollat - Studio des Champs-Élysées
- 2018 : La Collection d'Harold Pinter, mise en scène de Thierry Harcourt - Théâtre de Paris

### Comédie-française
- 2024 : Le Malade imaginaire de Molière, mise en scène de Claude Stratz, Salle Richelieu : Monsieur Diafoirus, Monsieur Purgon
- 2025 : L'Intruse et les aveugles de Maurice Maeterlinck, mise en scène Tommy Milliot, Théâtre du Vieux-Colombier
- 2025 : Le Moche de Marius von Mayenburg, mise en scène Aurélien Hamard-Padis, Studio-Théâtre